# 1902年教育法令
1902年教育法令（Education Act 1902）是英国国会通过的关于英格兰和威尔士教育的一项國會法令。当时英国保守党正在执政。
该法案废除了根据1870年教育法令建立的2568所学校，将其交给地方教育局管理。它还通过提供资助，使私立学校部分处于政府的控制之下。
该法令争议说，这些公立学校不及1870年法令之前就已经存在的圣公会学校。由于保守党倾向于教会学校，他们希望矫正这种不平衡。他们还担忧公立学校提供的激进的、世俗的教育，威胁现状。
1902年教育法令成为一项主要的政治问题，也是自由党在1906年大选中获胜的主要原因之一。